# Nahlin
Die Nahlin ist eine Dampfyacht, die im Juli 1930 für die Erbin des Geschäftsmanns Sir David Yule, Annie Henrietta Yule, fertiggestellt wurde. Noch vor Beginn des Zweiten Weltkriegs wurde sie von König Carol II. von Rumänien erworben und blieb bis 1999 in Rumänien.

## Geschichte
Die Yacht Nahlin wurde 1929/30 als erstes von drei Schiffen im Auftrag von Lady Yule auf der Werft John Brown & Company in Clydebank nach Plänen des renommierten Konstruktionsbüros G.L. Watson & Co. erstellt. Bis 1934 unternahm Lady Yule eine Reihe von Reisen, die das Schiff von den Britischen Inseln in die Ostsee, zu den Griechischen Inseln, in den Atlantik, zu den Kanarischen Inseln, in die Karibik, den Golf von Mexiko führten. Die Galapagos-Inseln wurden ebenso besucht wie Honolulu, Hawaii, Tahiti, die Gesellschaftsinseln, Neuseeland und Australien. Insgesamt legte die Nahlin auf diesen Reisen mehr als 200.000 Seemeilen zurück.
1936 charterte König Eduard VIII. die Nahlin, um mit seiner Geliebten Mrs. Wallis Simpson eine Lustreise in der Adria zu unternehmen. Der König und Mrs. Simpson sollen die Bibliothek vom Schiff entfernt und aus dem Raum eine Bar gemacht haben. Ein Höfling soll die Yacht aufgrund der Zügellosigkeit während dieser Reise als „schwimmendes Bordell“ bezeichnet haben.
Im darauffolgenden Jahr erwarb die rumänische Königsfamilie die Yacht für 120.000 Pfund und benannte sie zunächst in Luceafarul (Abendstern) um. Während des Zweiten Weltkrieges nutze die rumänische Marine die Yacht als Patrouillenfahrzeug. Nach der Abdankung Carols wurde sie 1948 in Libertatea umgetauft und als Eigentum des rumänischen Kultusministeriums unter der Nummer 3041 geführt. Rumänien setzte sie als Charteryacht und später als Museumsschiff ein, zuletzt wurde sie als schwimmendes Restaurant auf der Donau betrieben.
Nachdem sie schon 1988 vom Leiter des Konstruktionsbüros G. L. Watson & Co. wiederentdeckt wurde, kam die Libertatea im Zuge des politischen Umbruchs in Rumänien zunächst in private Hände und wurde 1999 mit dem Dockschiff Swift zurück nach Großbritannien transportiert. Seitdem ist ihr Name wieder Nahlin und ihr Heimathafen wieder Glasgow. Während einer längeren Liegezeit im Liverpooler Sandon Dock begann die Restaurierung. 2005 wurde sie auf dem Dockschiff Condock V vom Mersey nach Rendsburg gebracht, wo die bis Ende 2009 dauernde und etwa 60 Millionen Euro teure Restaurierung bei den Werften Nobiskrug und Blohm + Voss weitergeführt wurde. Im Zuge dieser von ihrem ursprünglichen Entwurfsbüro überwachten Restaurierung wurde der Dampfturbinenschiffsantrieb durch einen stufenlos regelbaren dieselelektrischen Antrieb ersetzt.
Es wurde extra ein Dampfkessel installiert, um die restaurierten Dampfkolbenmaschinen für die Ankerwinde und die Verholwinde betreiben zu können.
Auch wurde die alte Dampfpfeife wieder zum Leben erweckt.
Heute befindet sich die Yacht im Besitz von Sir James Dyson.

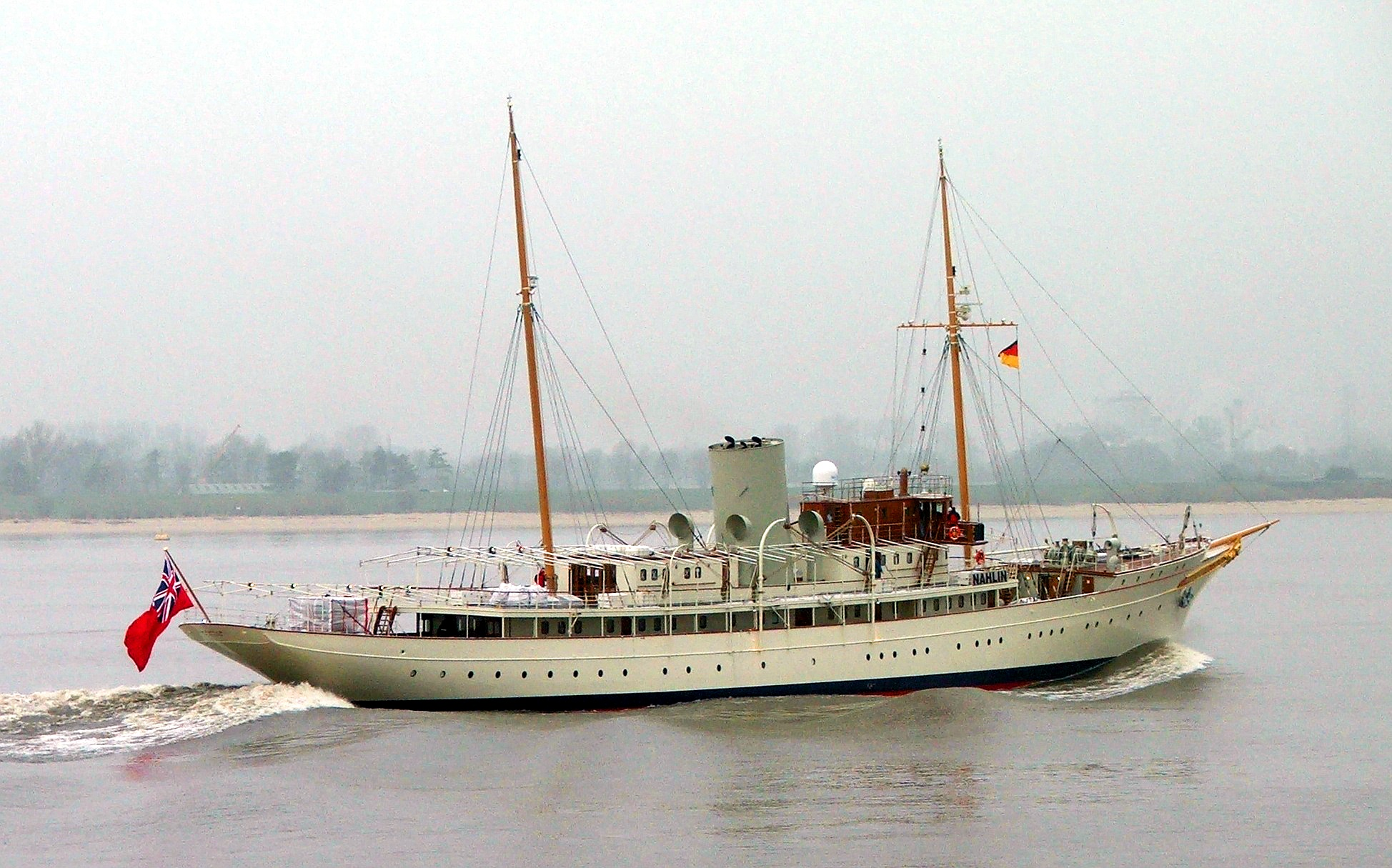
Die Nahlin auf Werftprobefahrt
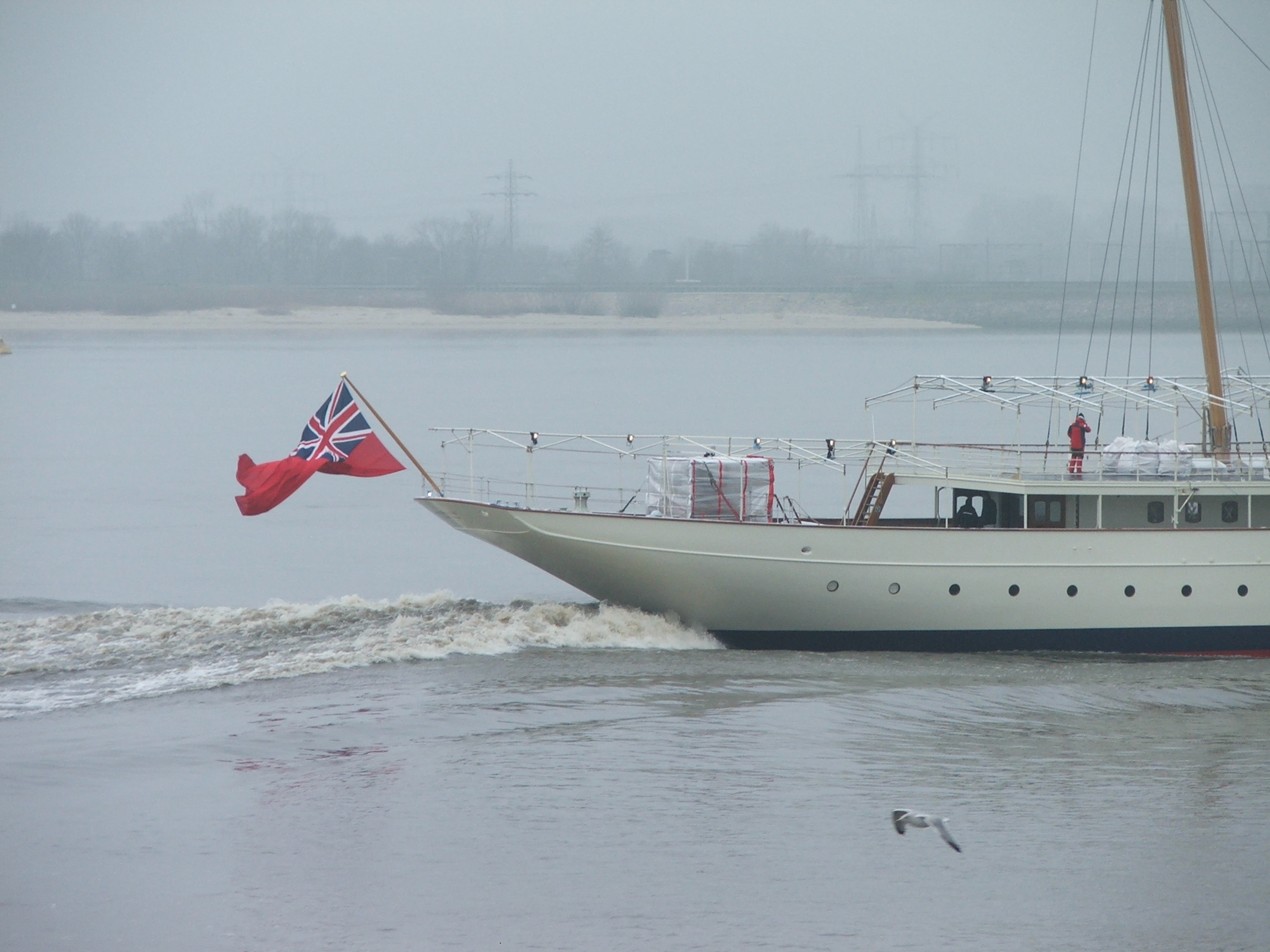
Achterschiff der Nahlin
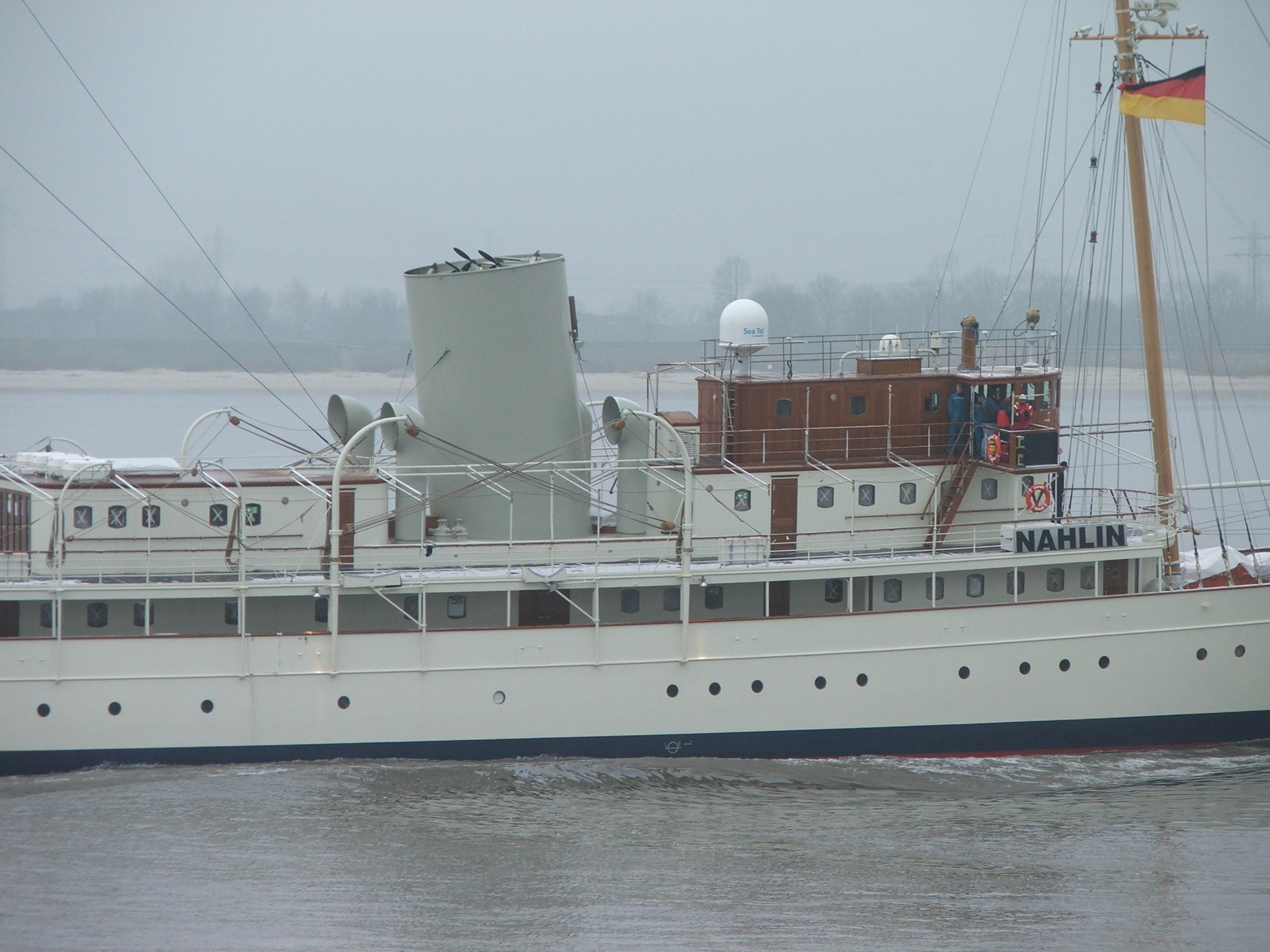
Aufbaudetail der  Nahlin
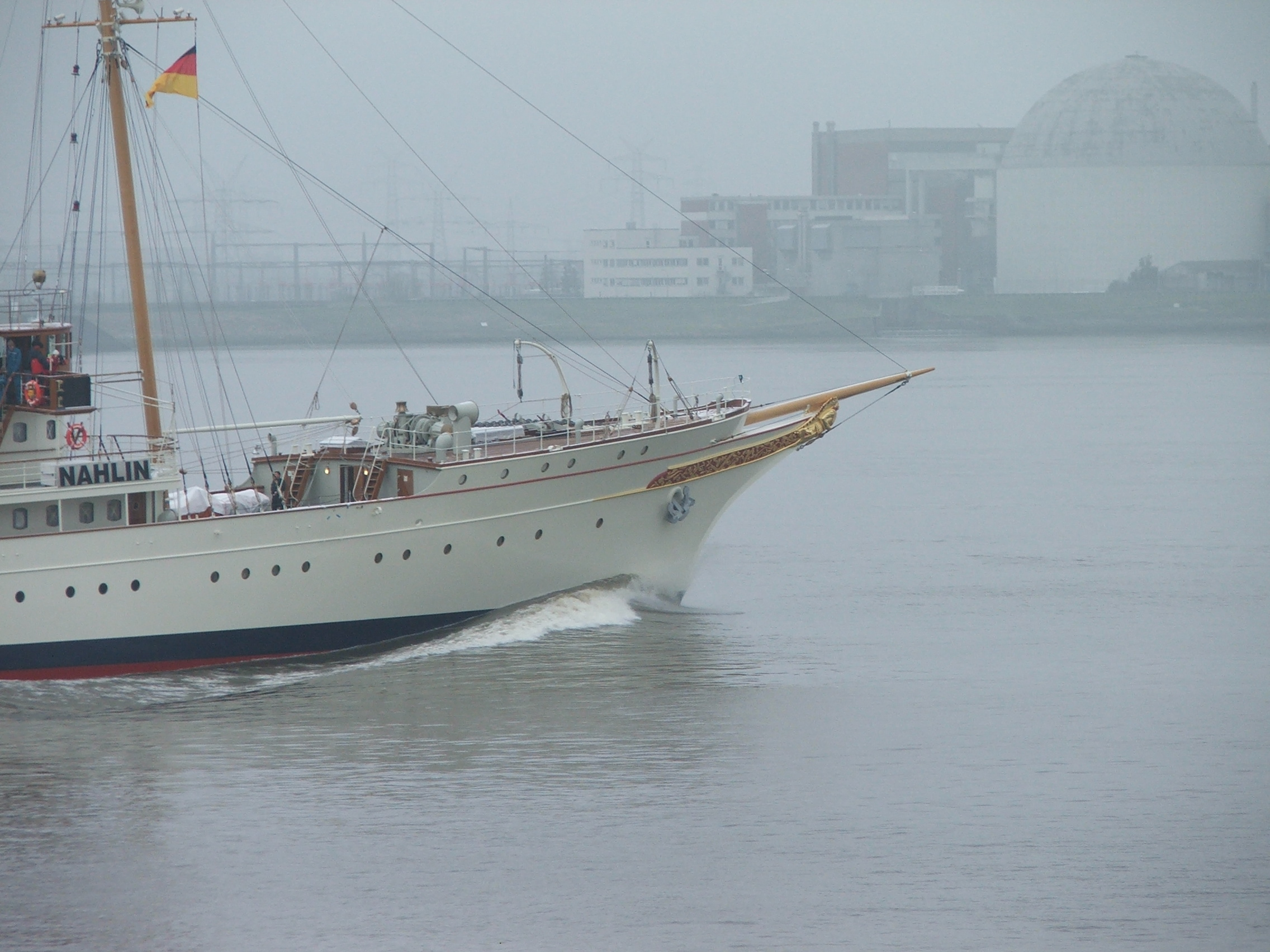
Klippersteven der  Nahlin

## Trivia
Als eine der drei größten jemals in Großbritannien gebauten Dampfyachten nimmt die Nahlin auch heute noch den neunzehnten Platz in der Rangliste der größten angetriebenen Yachten ein.